# Râul Halmer
Râul Halmer este un curs de apă, afluent al râului Hârtibaciu. 